# Popongan (Karanganyar)
Popongan is een bestuurslaag in het regentschap Karanganyar van de provincie Midden-Java, Indonesië. Popongan telt 7273 inwoners (volkstelling 2010).